# Liebe auf der Flucht
Liebe auf der Flucht (Originaltitel: L'Amour en fuite) ist eine französische Filmkomödie aus dem Jahre 1979 von François Truffaut. In den Hauptrollen spielen Jean-Pierre Léaud, Claude Jade und Marie-France Pisier.
Er ist der letzte Film aus Truffauts Antoine-Doinel-Zyklus.

## Handlung
Die Ehe von Antoine und Christine Doinel, dem Paar aus Geraubte Küsse und Tisch und Bett, scheitert, nachdem Antoine seine Frau mit deren Freundin Liliane betrügt. Zuvor unterstellte Antoine Christine ein lesbisches Verhältnis mit Liliane. Inzwischen ist er in die Schallplattenverkäuferin Sabine verliebt. Antoine und Christine sind das erste Paar, das sich nach dem neuen Scheidungsgesetz, das beiderseitiges Einvernehmen vorschreibt, trennen. Sohn Alphonse bleibt bei Christine. Als Antoine den Jungen zum Bahnhof bringt, sieht er seine platonische Jugendliebe Colette und springt zu ihr in den Zug. Die beiden streiten sich wegen der Unwahrheiten in Antoines autobiographischem Roman „Liebessalat“. Antoine zieht die Notbremse und flüchtet. Er trifft den Ex-Liebhaber seiner toten Mutter und begleitet ihn zum Friedhof. Wenig später soll Christine zwischen Antoine und seiner neuen Flamme Sabine vermitteln. Sie trifft zwar Sabine nicht, doch Colette, die in Sabines Bruder, den Buchhändler Xavier, verliebt ist. Die beiden Frauen unterhalten sich über Antoine, welcher derweil in Sabines Arme eilt und ihr eine Geschichte erzählt, die Sabine so sehr rührt, dass sie zumindest versuchen will, mit ihm zusammen zu bleiben.

## Hintergrund

François Truffaut und seine Hauptdarstellerin Claude Jade bei der Vorpremiere zu ihrem dritten gemeinsamen Film, „Liebe auf der Flucht“, 1979

Liebe auf der Flucht ist der letzte Film aus dem Antoine-Doinel-Zyklus. Truffaut hatte die einzigartige Chance, Filmmaterial aus zwanzig Jahren fiktiver Biographie zu verwenden, so dass Liebe auf der Flucht das Skelett für üppige Rückblenden – freilich unter neuem Kontext – bildet. So findet beispielsweise auch der nicht zum Antoine-Doinel-Zyklus gehörende Film Die amerikanische Nacht Verwendung, in dem Dani eine in Léaud (als Filmstar Alphonse) verliebte Scriptvolontärin spielt. In Liebe auf der Flucht ist sie nun Christines Freundin Liliane.
Eine der amüsantesten Szenen des Films ist jene, in der Antoine seine Frau betrügt, nachdem er ahnt, sie habe ein lesbisches Verhältnis mit Liliane. Christine ertappt die beiden im Bett und Antoine redet sich damit heraus, dass Liliane nach der Lektüre seines Manuskripts dieses in Zeitungspapier eingeschlagen habe. Das habe ihn so gerührt, dass er mit ihr schlafen musste.
Aktuellen Bezug haben die Szenen im Gerichtsgebäude. Christine erfährt von ihrem Anwalt Raoul Lecorps (Jean-Pierre Ducos), dass sich Paare mit dem Willen zur Scheidung in beiderseitigem Einvernehmen zuvor beleidigende Briefe schreiben mussten. Wenn sie dies nicht konnten, habe er (Raoul) sie eben aufgesetzt. Kurz darauf stellt Christine jedoch klar, dass die Scheidung à la Giscard d’Estaing bereits von Napoleon benutzt wurde, um Joséphine loszuwerden.

## Kritiken
- film-dienst: Elegant und witzig, mit dem Einfühlungsvermögen eines liebevoll Verstehenden inszeniert.[1]

- Hans-Christoph Blumenberg in Die Zeit, 2. März 1979: Recht hübsch anzuschauen, milde amüsant, und natürlich. Mit jener diskreten Eleganz inszeniert, die Truffaut auch in seinen schwächeren Arbeiten zur Verfügung steht. Doch letztlich bleibt der Film arg unbefriedigend, kaum mehr als die Stilübung eines Meisters, dem nichts Neues mehr einfallen will, der sein Werk schon für abgeschlossen hält: Ein Film von freundlicher Leere.[2]

## Auszeichnungen
Liebe auf der Flucht war auf den Berliner Filmfestspielen 1979 nominiert für den Goldenen Bären. Georges Delerue gewann 1980 einen César für die Filmmusik zu diesem Film.

## Synchronisation
| Rolle            | Darsteller          | Synchronsprecher |
| ---------------- | ------------------- | ---------------- |
| Antoine Doinel   | Jean-Pierre Léaud   | Wolfgang Draeger |
| Christine Doinel | Claude Jade         | Cordula Trantow  |
| Colette Tazzi    | Marie-France Pisier | Liane Rudolph    |